# Det var en gång en sjöman
Det var en gång en sjöman är en svensk film från 1951 i regi av Ragnar Frisk. I de större rollerna sågs bland andra Sonja Stjernquist, Bengt Logardt och Elof Ahrle.
Filmens manus skrevs av Bengt Logardt och Gösta Rybrant. Fotograf var Curt Jonsson, klippare Lennart Wallén och kompositör Charles Redland. Filmen hade premiär den 20 augusti på biografer i Stockholm, Göteborg och Luleå. Den var 101 minuter lång och tillåten från 15 år. Den spelades in samma år i Sandrews ateljéer i Stockholm samt på Bogesunds slott och i Stockholms hamn.

## Rollista
- Sonja Stjernquist	– Saga, dansös
- Bengt Logardt – Axel Öhman, styrman
- Elof Ahrle – "Pricken" Holmberg
- Gus Dahlström – "Korten", matros
- Holger Höglund – "Lången", matros
- Git Gay – "Heta Mary"
- Artur Rolén – kapten
- Jan Molander – Isidor Hagberg, Sagas fästman
- Gösta Bernhard – gangster, slavhandlare
- Börje Mellvig – "Den store", gangsterledare
- Jossie Pollard – sångare
- Magnus Kesster – Juan Carioca, gangster
- Edel Stenberg – Inga, dansös
- Rune Stylander – don Duroija, gangster
- Alexander Baumgarten – "Svarten", gangster
- Gustaf Hiort af Ornäs – gangster
- Kerstin "Kicki" Bratt – Marianne, dansös

Ej krediterade
- Kerstin Lust – Eva, dansös
- Yvonne Sjöberg – Britt, dansös
- Anne-Marie Wallin – Ann-Marie, dansös
- Wiveka Ljung – Viveca, dansös
- Karl-Axel Forssberg – "Råttöga"
- Tom Walter – bilföraren i Jazzablanca
- Martin Ljung – in- och utkastare
- Gustaf Färingborg	– gäst på krogen i Jazzablanca
- Lars Boberg – sjöman
- Alf Östlund – balettmästare (bortklippt)

### Fotnoter
1. 1 2  ”Det var en gång en sjöman”. Svensk Filmdatabas. http://sfi.se/sv/svensk-filmdatabas/Item/?itemid=4331&type=MOVIE&iv=Basic&ref=/templates/SwedishFilmSearchResult.aspx?id%3d1225%26epslanguage%3dsv%26searchword%3dDet+var+en+g%C3%A5ng+en+sj%C3%B6man%26type%3dMovieTitle%26match%3dBegin%26page%3d1%26prom%3dFalse. Läst 7 mars 2013.